# Alexandre Demianenko

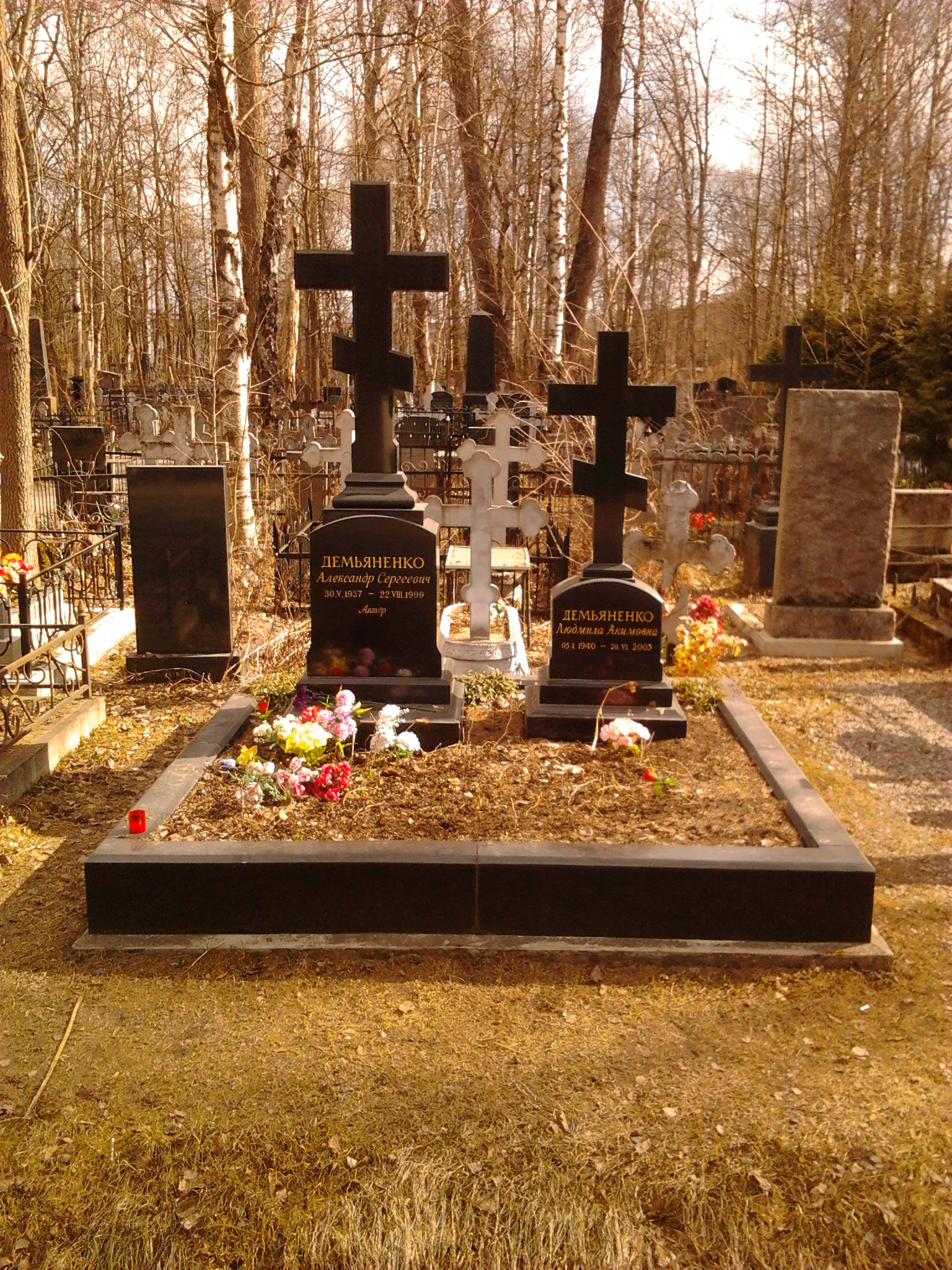
Tombe d'Alexandre Demianenko.

Alexandre Demianenko (en russe : Александр Сергеевич Демьяненко), né le 30 mai 1937 à Sverdlovsk (actuellement Iekaterinbourg) (URSS) et mort le 22 août 1999 à Saint-Pétersbourg, est un acteur soviétique et russe.

## Biographie
Alexandre Demianenko suit une formation en art dramatique à l'Académie russe des arts du théâtre de Moscou. Il commence sa carrière d'acteur au cinéma en 1958, avec un rôle secondaire dans le drame Le Vent (Veter) sous la direction d'Alexandre Alov et Vladimir Naoumov. En 1959, il est invité au Théâtre Maïakovski, où il travaille pendant trois ans, mais bientôt, il quitte Moscou pour s'installer à Leningrad, où il devient acteur du studio de cinéma Lenfilm auquel il restera fidèle jusqu'à sa mort. Il est principalement connu pour avoir joué le personnage de Chourik dans plusieurs films de Leonid Gaïdaï, le premier étant Opération Y et autres aventures de Chourik en 1965, suivi de La Prisonnière du Caucase ou les Nouvelles Aventures de Chourik en 1967. Il était l'un des principaux acteurs de doublage, en doublant notamment les personnages de Donatas Banionis, un acteur lituanien. Sa carrière à l'écran compte plus d'une centaine de films. Il apparaît pour la dernière fois sous les traits de Chourik dans le téléfilm musical Les vieilles chansons sur l'essentiel 3 sorti en 1997.
Il meurt à l'âge de 63 ans le 22 août 1999 à Saint-Pétersbourg dans un hôpital, d'un œdème pulmonaire causé par une maladie coronarienne.
Il est inhumé au cimetière Serafimovski (section 13) à Saint-Pétersbourg.

## Filmographie partielle
- 1961 : Paix à celui qui entre
- 1962 : Un voyage sans chargement
- 1965 : Opération Y et autres aventures de Chourik de Leonid Gaïdaï : Chourik
- 1967 : La Prisonnière du Caucase ou les Nouvelles Aventures de Chourik de Leonid Gaïdaï : Chourik
- 1971 : Dauria
- 1973 : Ivan Vassilievitch change de profession
- 1979 : La femme est partie (Жена ушла) de Dinara Assanova : Stepan
- 1983 : Le Fourgon vert (Зелёный фургон!) d'Aleksander Pavlovski :  Victor Chestakov (téléfilm en deux épisodes)